# FMA I.Ae. 35 Huanquero
ФМА I.Ae. 35 «Уанкеро» (исп. Huanquero) — аргентинский поршневой двухмоторный многоцелевой самолёт. Разработан кордовским Институтом аэротехники во главе с эмигрантом из Германии Куртом Танком.

## История

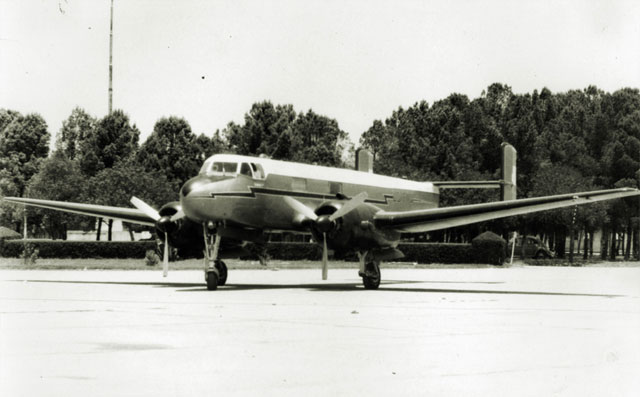
Вариант Constancia I

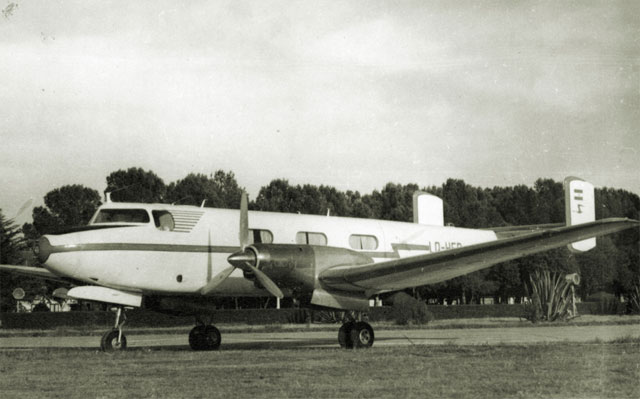
Вариант Guaraní I

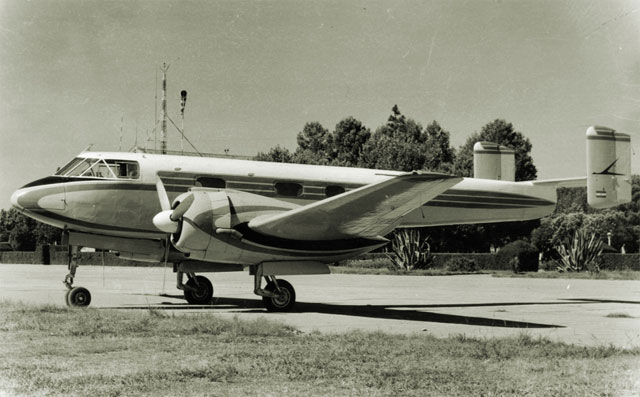
Вариант Pandora

Заказ ВВС Аргентины на проектирование многоцелевого самолёта общего назначения поступил аргентинскому авиационному научно-производственное объединению «Direccion Nacional de Fabricaciones e Investigaciones Aeronauticas» (DINFIA) в начале 1950-х. Предназначался для основной подготовки пилотов и членов экипажей различных военных самолётов. «Уанкеро» стал первым серийным самолётом полностью разработанным компанией FMA. Опытный образец совершил полёт в сентябре 1953 года, под управлением лётчика-испытателя Хорхе Коннан Дойля (исп. Jorge Connan Doyle). По результатам лётных испытаний заказали партию из ста машин. Первые I.Ae. 35 стали поступать в части ВВС Аргентины в марте 1957 года. Всего было произведено около 60 самолётов в различных модификациях. Производство было прекращено в середине 1960-х.

## Конструкция
Представлял собой свободнонесущий низкоплан с высоко расположенным горизонтальным оперением, на котором крепилось двухкилевое вертикальное оперение. Шасси — убирающееся трехопорное. «Уанкеро» оснащался двумя звездообразными двигателями IA 19R EI Indio (рус. «Эль Индио»). Корпус цельнометаллический, с полотняной обшивкой на элеронах.

## Тактико-технические характеристики
ТТХ модификации FMA I.Ae. 35-II
Источник данных: 

Технические характеристики
- Экипаж: 3
- Пассажировместимость: 7
- Длина: 13,98 м
- Размах крыла: 19,60 м
- Высота: 4,90 м
- Площадь крыла: 42,00 м²
- Масса пустого: 3500 кг
- Максимальная взлётная масса: 5700 кг
- Силовая установка: 2 × ПД IA 19R EI Indio
- Мощность двигателей: 2 × 620 л. с.

Лётные характеристики
- Максимальная скорость: 360 км/ч
- Крейсерская скорость: 320 км/ч
- Практическая дальность: 1570 км
- Практический потолок: 6 400 м

Вооружение
- Стрелково-пушечное: 2 × 12,7-мм пулемёта Browning
- Неуправляемые ракеты: 2 × 127-мм или 8 × 57-мм НУР
- Бомбы: 2 × 100-кг или 4 × 50-кг